# Gösta Lundborg

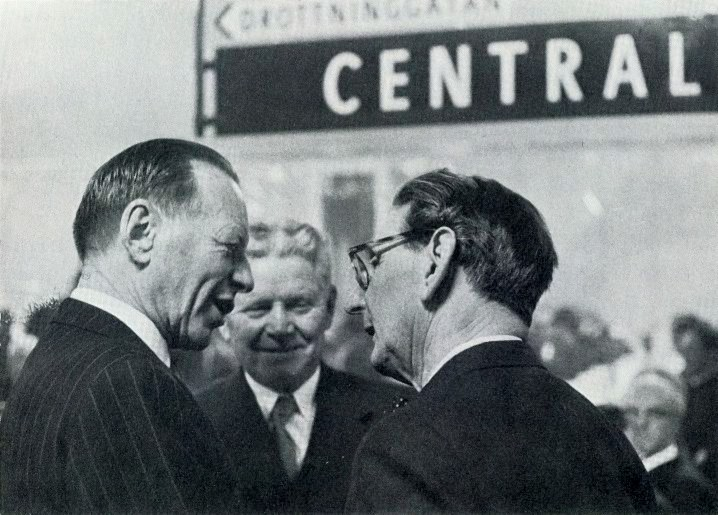
Gösta Lundborg, omgiven av fastighetsdirektör Jarl Berg (vänster) och borgarrådet Yngve Larsson (höger) vid T-centralens invigning 1957.

Gustaf Oskar Fredrik (Gösta) Lundborg, född 25 september 1883 i Bärbo församling, Södermanland, död 5 september 1959 i Stockholms-Näs församling, var en svensk stadsplanerare. Han var ingenjör vid stadsplanekontoret i Stockholms stad och ledare av utredningsarbetet vid 1930 års trafikkommitté som bland annat skapade Slussen. Lundborg var även djupt involverad i utbyggnaden av Stockholms tunnelbana. Borgarrådet Yngve Larsson skrev senare om Lundborgs bidrag till Slussen att
| ” | mästaren till verket, det var utan varje tvivel Gösta Lundborg: han förenade den skickliga problemlösarens fantasi med trafikexpertens massiva sakkunskap, exakt till centimetern. | „ |

Lundborg var även bland annat sakkunnigt biträde åt Stockholms stadskollegiums Tunnelbanedelegerade 1940.